# Artibeus amplus
Artibeus amplus är en däggdjursart som beskrevs av Charles O. Handley 1987. Artibeus amplus ingår i släktet Artibeus, och familjen bladnäsor. IUCN kategoriserar arten globalt som livskraftig. Inga underarter finns listade i Catalogue of Life.
Denna fladdermus förekommer i norra Sydamerika från västra Colombia till Surinam. I bergstrakter når arten 2000 meter över havet. Den hittas ofta i kuperad terräng där grottor förekommer. Dessa grottor används som viloplats. Habitatet utgörs av regnskogar och andra skogar. Artibeus amplus äter nästan uteslutande frukter som kompletteras med enstaka insekter och nektar. Enligt en avhandling från 2011 ingår även blad i födan.
Honor är med en genomsnittlig kroppslängd (huvud och bål) av 90,3 mm lite mindre än hannar som blir omkring 91,5 mm långa. Vikten ligger vid 60 g. Allmänt har Artibeus amplus samma utseende som Artibeus lituratus. Den nedre delen av hudflikarna på näsan (bladet) har ingen tydlig kant. Det saknas vita fläckar på vingarnas utkanter.
Honor från en grotta i Venezuela var främst dräktiga i januari och februari. Mellan juni och augusti hittades inga dräktiga honor.